# Pallacanestro Olimpia Milano 2012-2013
Questa voce raccoglie le informazioni riguardanti l'Olimpia Milano nelle competizioni ufficiali della stagione 2012-2013.

## Stagione
La stagione 2012-2013 dell'Olimpia Milano, sponsorizzata EA7 Emporio Armani, è la 80ª in Serie A. Il club milanese, inoltre, ha partecipato all'Eurolega e ha disputato le Final Eight di Coppa Italia.
All'inizio della nuova stagione la Lega Basket decise di modificare il regolamento riguardo al numero di giocatori stranieri da schierare contemporaneamente in campo. Si decise così di optare per la scelta della formula con 7 giocatori stranieri di cui massimo 3 non appartenenti a Paesi appartenenti alla FIBA Europe o alla convenzione di Cotonou.
Rispetto alla stagione precedente non ci sono più Stefano Mancinelli, non facente più parte del progetto e passato alla Pall. Cantù, Richard Mason Rocca, andato alla Virtus Bologna, Ariel Filloy accordatosi con la Pall. Trieste, Justin Dentmon andato in Cina e J.R. Bremer passato al Fenerbahçe.

Altre operazioni in uscita sono i prestiti di Juan Fernández alla Basket Brescia, Leon Radošević al Lietuvos rytas e di Andrea Amato alla Sangiorgese.
Della squadra della passata stagione sono stati confermati: Giachetti, Hairston, Fōtsīs, Cook, Mpourousīs, Melli e Gentile.

A questi si aggiungono la guardia statunitense Keith Langford, il play croato Rok Stipčević, l'ala grande statunitense Richard Hendrix, la guardia Gianluca Basile e il centro statunitense, ma di passaporto italiano, David Chiotti.

### Precampionato
Il 20 agosto raduno a Milano per le consuete visite mediche e primo allenamento il giorno seguente al PalaLido, assenti Stipčević e Chiotti impegnati con le rispettive nazionali, ma con aggregati per gli allenamenti Denis Marconato, Roberto Chiacig, Mikita Meščarakoŭ, Giōrgos Tsiaras.
Il 23 agosto la squadra si è trasferita a Cavalese sede del ritiro pre-campionato fino al 29 agosto.
La prima uscita stagionale è stata a Alzano Lombardo contro la Pall. Biella.
Il 5 settembre a Reggio Emilia viene sconfitta dalla Pall. Reggiana 90-70, in una amichevole nel ricordo di Pino Brumatti.
Il 7 settembre la società comunica che Denis Marconato lascia il gruppo.
Dall'8 al 9 settembre ha partecipato a Modena al trofeo A canestro con il cuore. L'Olimpia si è classificata al 3º posto, infatti dopo aver perso la propria semifinale contro la Reyer Venezia 92-88 ha sconfitto nella finalina la Virtus Bologna 83-62. I lagunari si è aggiudicata il torneo sconfiggendo in finale la Pall. Reggiana 77-51 che aveva prevalso nella propria semifinale sui felsinei 82-83 dopo un tempo supplementare.

Questo torneo è stato l'occasione per raccogliere fondi da destinare alle popolazioni colpite dal terremoto del 20 maggio.

### Serie A
L'esordio in campionato avviene il 30 settembre al Mediolanum Forum contro la Juvecaserta che viene sconfitta nettamente. Perde i due successivi incontri. giocati in trasferta,  di misura contro la Virtus Bologna e abbastanza nettamente contro la Scandone Avellino. Ritorna alla vittoria la settimana successiva in casa contro la Virtus Roma, ma viene sconfitta, sempre in casa, nel turno seguente dalla Pall. Reggiana.
Alla 6ª giornata vince la prima gara in trasferta: contro la Mens Sana Siena, subito seguita da una nuova sconfitta casalinga: questa volta a opera della Reyer Venezia. Vince le due partite seguenti contro Vanoli Cremona e Sutor Montegranaro, viene sconfitta in casa dalla Dinamo Sassari, passa a Pesaro contro la V.L. Pesaro prima che il campionato si fermi per la pausa per l'All Star game.
Durante la pausa la società comunica l'avvenuta rescissione del contratto con Omar Cook e il tesseramento di J.R. Bremer.
Dopo la pausa perde il derby casalingo contro la Pall. Varese, s'impone in trasferta sulla Pall. Biella.
Il 2 gennaio viene annunciato l'ingaggio di Marques Green, mentre il 4 viene comunicato la rescissione del contratto con Rok Stipčević.
e perde un altro derby, giocato anche questo in casa, contro la Pall. Cantù. Chiude il girone d'andata con la vittoria sull'N.B. Brindisi.
Dopo l'eliminazione dai Play-off in gara 7 dalla Mens-Sana Siena il Capoallenatore e la società decidono di rescindere il contratto.

### Eurolega
Il sorteggio per la composizione dei gironi di Eurolega si è tenuto il 6 luglio a Barcellona. La prima fase della competizione si svolge dall'11 ottobre al 14 dicembre e l'Olimpia è stata inserita Gruppo C formato da:
- Anadolu Efes
- Cedevita Junior

- Saski Baskonia
- Žalgiris Kaunas

- Olimpia Milano
- Olympiakos

L'Olimpia vince solamente tre partite, di cui una in trasferta, classificandosi al 5º posto e venendo eliminata dalla competizione.

### Coppa Italia
La Final Eight di Coppa Italia si è svolta dal 7 al 10 febbraio al Mediolanum Forum di Assago. Alla competizione partecipano:
- Pall. Varese
- Dinamo Sassari

- Mens Sana Siena
- Pall. Cantù

- Virtus Roma
- Pall. Reggiana

- N.B. Brindisi
- Olimpia Milano

L'Olimpia viene eliminata al primo turno dalla Pall. Varese. La competizione se l'è aggiudicata per la quinta volta consecutiva la Mens Sana Siena che in finale ha prevalso proprio sulla Pall. Varese.

## Organigramma societario
Dal sito Legabasket.it
Staff dell'area tecnica
- Allenatore: Sergio Scariolo
- Assistente: Fabrizio Frates (fino al 18 dicembre)
- Assistente: Mario Fioretti
- Assistente: Alberto Rossini
- Preparatore atletico: Massimo Annoni
- Responsabile staff medico: Marco Bigoni
- Medico: Matteo Acquati
- Medico: Diego Gaddi
- Medico: Gabriele Cirillo
- Fisioterapista: Massimo Simonetta
- Fisioterapista: Claudio Lomma
- Osteopata: Giovanni Bassi

Area dirigenziale
- Presidente e amministratore delegato: Livio Proli
- General Manager: Flavio Portaluppi
- Team Manager: Paolo Avantaggiato
- Responsabile comunicazione e marketing: Claudio Limardi
- Segreteria: Serena Richelli
- Addetto agli arbitri: Gianluca Solani
- Servizio marketing: Carmen Dipalma
- Servizio marketing e Responsabile Armani Junior Program: Paolo Monguzzi
- Responsabilie biglietteria: Giorgio Scopece
- Consulente di direzione: Giampiero Hruby
- Responsabile organizzativo Settore giovanile: Mario Brioschi
- Responsabile tecnico Settore giovanile: Massimo Bisin
- Servizio scouting: Simone Casali
- Responsabile Statistiche Lega: Renato Boccotti
- Basketball Operations: Filippo Leoni
- Servizio Armani Junior Program: Alessandro Fontana

## Mercato
| Arrivi | Arrivi          | Arrivi           | Arrivi     |
| R      | Nome            | da               | Modalità   |
| ------ | --------------- | ---------------- | ---------- |
| G      | Keith Langford  | Maccabi Tel Aviv | definitivo |
| P      | Rok Stipčević   | Pall. Varese     | definitivo |
| AG     | Richard Hendrix | Maccabi Tel Aviv | definitivo |
| G      | Gianluca Basile | Pall. Cantù      | definitivo |
| C      | David Chiotti   | Junior Casale    | definitivo |

| Partenze | Partenze            | Partenze           | Partenze       |
| R        | Nome                | a                  | Modalità       |
| -------- | ------------------- | ------------------ | -------------- |
| C        | Benjamin Eze        | Mens Sana Siena    | rescissione    |
| C        | Leon Radošević      | Lietuvos rytas     | prestito       |
| AG       | Stefano Mancinelli  | Pall. Cantù        | fine contratto |
| C        | Richard Mason Rocca | Virtus Bologna     | fine contratto |
| P        | Ariel Filloy        | Pall. Trieste      | fine contratto |
| P        | Juan Fernández      | Brescia            | prestito       |
| GA       | Justin Dentmon      | Fujian Sturgeons   | fine contratto |
| PG       | J.R. Bremer         | Fenerbahçe         | fine contratto |
| P        | Andrea Amato        | Sangiorgese Basket | prestito       |

## Risultati

### Serie A

#### Regular season

##### Girone di andata
| Arbitri: | Paternicò (Piazza Armerina) Filippini (San Lazzaro di Savena) Bartoli (Trieste) |

|                                      |            |                                  |
| Hairston 17 Mpourousīs 11 Hendrix 11 | Punti      | 16 Chatfield 14 Akindele 10 Wise |
| Hairston 4                           | Assist     | 3 Akindele                       |
| Mpourousīs 6                         | Rimbalzi   | 10 Jelovac                       |
| Sergio Scariolo                      | Allenatori | Stefano Sacripanti               |

| Arbitri: | Begnis (Crema) Weidmann (Campobasso) Di Francesco (Teramo) |

|                                |            |                                       |
| Hasbrouck 16 Gigli 12 Smith 12 | Punti      | 18 Hairston 13 Langford 11 Mpourousīs |
| Hasbrouck, Imbrò 3             | Assist     | 3 Cook                                |
| Rocca 8                        | Rimbalzi   | 13 Mpourousīs                         |
| Alex Finelli                   | Allenatori | Sergio Scariolo                       |

| Arbitri: | Taurino (Vignola) Seghetti (Livorno) Ramilli (Forlì) |

|                              |            |                               |
| Ebi 19 Dragović 18 Warren 16 | Punti      | 12 Cook 10 Hendrix 9 Hairston |
| Shakur 7                     | Assist     | 3 Cook, Gentile               |
| Ebi 11                       | Rimbalzi   | 8 Gentile                     |
| Giorgio Valli                | Allenatori | Sergio Scariolo               |

| Arbitri: | Sabetta (Termoli) Bettini (Bologna) Biggi (Cavenago di Brianza) |

|                                       |            |                             |
| Mpourousīs 26 Langford 19 Hairston 10 | Punti      | 22 Datome 19 Goss 15 Taylor |
| Cook, Mpourousīs 5                    | Assist     | 4 Goss, Taylor              |
| Mpourousīs 10                         | Rimbalzi   | 10 Lawal                    |
| Sergio Scariolo                       | Allenatori | Marco Calvani               |

| Arbitri: | Paternicò (Piazza Armerina) Quacci (Albuzzano) Aronne (Viterbo) |

|                                     |            |                                  |
| Fōtsīs 14 Hariston 13 Mpourousīs 11 | Punti      | 23 Taylor 11 James 11 Cinciarini |
| Gentile 3                           | Assist     | 4 Cinciarini                     |
| Mpourousīs 11                       | Rimbalzi   | 11 Cinciarini                    |
| Sergio Scariolo                     | Allenatori | Massimiliano Menetti             |

| Arbitri: | Chiari (Ponzano Veneto) Seghetti (Livorno) Di Francesco (Teramo) |

|                                  |            |                                |
| Brown 26 Hackett 13 Sanik'idze 9 | Punti      | 13 Gentile 12 Hairston 11 Cook |
| Brown, Sanik'idze 2              | Assist     | 5 Cook                         |
| Sanik'idze 9                     | Rimbalzi   | 7 Fōtsīs, Hendrix, Langford    |
| Luca Banchi                      | Allenatori | Sergio Scariolo                |

| Arbitri: | Lamonica (Roseto degli Abruzzi) Aronne (Viterbo) Calbucci (Pomezia) |

|                                        |            |                              |
| Langford 23 Mpourousīs 17 Stipčević 14 | Punti      | 26 Clark 17 Diawara 16 Young |
| Cook 6                                 | Assist     | 4 Bulleri                    |
| Mpourousīs 6                           | Rimbalzi   | 4 Diawara, Magro, Marconato  |
| Sergio Scariolo                        | Allenatori | Andrea Mazzon                |

| Arbitri: | Taurino (Vignola) Paternicò (Piazza Armerina) Mazzoni (Grosseto) |

|                                   |            |                                       |
| Harris 15 Vitali 12 Stipanović 11 | Punti      | 17 Langford 15 Hairston 12 RStipčević |
| Jackson, Vitali 1                 | Assist     | 4 Cook                                |
| Stipanović 15                     | Rimbalzi   | 10 Hendrix                            |
| Attilio Caja                      | Allenatori | Sergio Scariolo                       |

| Arbitri: | Cerebuch (Trieste) Filippini (San Lazzaro di Savena) Ramilli (Forlì) |

|                                     |            |                                       |
| Cinciarini 18 Freimanis 14 Burns 13 | Punti      | 30 Langford 12 Hairston 12 Mpourousīs |
| Steele 10                           | Assist     | 5 Cook                                |
| Burns, Freimanis 8                  | Rimbalzi   | 7 Mpourousīs                          |
| Carlo Recalcati                     | Allenatori | Sergio Scariolo                       |

| Arbitri: | Chiari (Ponzano Veneto) Quacci (Albuzzano) Caiazza (Arzano) |

|                                  |            |                                     |
| Hairston 25 Stipčević 14 Cook 11 | Punti      | 17 T. Diener 15 D. Diener 15 Easley |
| Cook 6                           | Assist     | 7 T. Diener                         |
| Hendrix 9                        | Rimbalzi   | 10 Easley                           |
| Sergio Scariolo                  | Allenatori | Meo Sacchetti                       |

| Arbitri: | Sahin (Messina) Paternicò (Piazza Armerina) Calbucci (Pomezia) |

|                                |            |                                      |
| Barbour 21 Mack 16 Hamilton 13 | Punti      | 12 Mpourousīs 11 Hairston 10 Gentile |
| Mack 4                         | Assist     | 4 Cook                               |
| Mack 9                         | Rimbalzi   | 6 Melli                              |
| Zare Markovski                 | Allenatori | Sergio Scariolo                      |

| Arbitri: | Sabetta (Termoli) Filippini (San Lazzaro di Savena) Martolini (Roma) |

|                                       |            |                               |
| Mpourousīs 18 Langford 17 Hairston 13 | Punti      | 26 Banks 19 Green 12 Polonara |
| Bremer 6                              | Assist     | 3 Green                       |
| Mpourousīs 13                         | Rimbalzi   | 8 Talts                       |
| Sergio Scariolo                       | Allenatori | Frank Vitucci                 |

| Arbitri: | Lamonica (Roseto degli Abruzzi) Weidmann (Campobasso) Borgioni (Roma) |

|                                   |            |                                                |
| Johnson 16 Robinson 16 Soragna 13 | Punti      | 27 Langford 24 Gentile 13 Hairston, Mpourousīs |
| Robinson 3                        | Assist     | 5 Bremer                                       |
| Mavunga 9                         | Rimbalzi   | 8 Mpourousīs                                   |
| Massimo Cancellieri               | Allenatori | Sergio Scariolo                                |

| Arbitri: | Seghetti (Livorno) Vicino (Argelato) Baldini (Firenze) |

|                                                     |            |                                       |
| Langford 17 Melli 17 Hairston, Mpourousīs, Green 10 | Punti      | 25 Aradori 19 Mark'oishvili 14 Brooks |
| Green 7                                             | Assist     | 3 Tabu                                |
| Green, Mpourousīs 4                                 | Rimbalzi   | 9 Brooks                              |
| Sergio Scariolo                                     | Allenatori | Andrea Trinchieri                     |

| Arbitri: | Cicoria (Milano) Quacci (Albuzzano) Mazzoni (Grosseto) |

|                                   |            |                                  |
| Gibson 22 Robinson 18 Reynolds 14 | Punti      | 14 Mpourousīs 12 Green 12 Basile |
| Reynolds 5                        | Assist     | 4 Green                          |
| Simmons 10                        | Rimbalzi   | 5 Mpourousīs                     |
| Piero Bucchi                      | Allenatori | Sergio Scariolo                  |

##### Girone di ritorno
| Arbitri: | Taurino (Vignola) Sahin (Messina) Pozzana (Udine) |

|                                   |            |                                       |
| Akindele 15 Jelovac 15 Gentile 10 | Punti      | 21 Langford 18 Hairston 12 Mpourousīs |
| Mavraides 4                       | Assist     | 4 Green                               |
| Michelori 6                       | Rimbalzi   | 7 Mpourousīs                          |
| Stefano Sacripanti                | Allenatori | Sergio Scariolo                       |

| Arbitri: | Paternicò (Piazza Armerina) Lo Guzzo (Pisa) Bartoli (Trieste) |

|                                      |            |                                 |
| Hairston 15 Giachetti 13 Langford 13 | Punti      | 20 Poeta 15 Gigli 10 Moraschini |
| Green 7                              | Assist     | 4 Poeta                         |
| Mpourousīs 8                         | Rimbalzi   | 5 Parzeński                     |
| Sergio Scariolo                      | Allenatori | Alex Finelli                    |

| Arbitri: | Sabetta (Termoli) Lanzarini (Bologna) Borgioni (Roma) |

|                                      |            |                                    |
| Mpourousīs 25 Hairston 17 Chiotti 13 | Punti      | 13 Richardson 11 Biligha 9 Lakovič |
| Green 4                              | Assist     | 2 Spinelli                         |
| Mpourousīs 9                         | Rimbalzi   | 7 Biligha                          |
| Sergio Scariolo                      | Allenatori | Cesare Pancotto                    |

| Arbitri: | Mattioli (Pesaro) Sardella (Rimini) Bettini (Bologna) |

|                           |            |                                  |
| Lawal 24 Goss 13 Jones 10 | Punti      | 21 Fōtsīs 17 Langford 12 Gentile |
| Taylor 6                  | Assist     | 4 Green                          |
| Lawal 8                   | Rimbalzi   | 7 Fōtsīs                         |
| Marco Calvani             | Allenatori | Sergio Scariolo                  |

| Arbitri: | Cerebuch (Trieste) Giansanti (Roma) Di Francesco (Termoli) |

|                                    |            |                                      |
| Taylor 19 Cinciarini 15 Brunner 12 | Punti      | 17 Mpourousīs 13 Hairston 11 Gentile |
| Cinciarini 7                       | Assist     | 4 Hairston                           |
| Brunner 12                         | Rimbalzi   | 13 Mpourousīs                        |
| Massimiliano Menetti               | Allenatori | Sergio Scariolo                      |

| Arbitri: | Taurino (Vignola) Lanzarini (Bologna) Martolini (Roma) |

|                                  |            |                             |
| Gentile 22 Mpourousīs 14 Melli 9 | Punti      | 24 Brown 15 Moss 11 Janning |
| M. Green 7                       | Assist     | 3 Brown, Kangur             |
| Mpourousīs 10                    | Rimbalzi   | 5 Eze, Moss, Sanik'idze     |
| Sergio Scariolo                  | Allenatori | Luca Banchi                 |

| Arbitri: | Lamonica (Roseto degli Abruzzi) Weidmann (Campobasso) Baldini (Firenze) |

|                                                 |            |                                          |
| Szewczyk 23 Clark 20 Bowers, Rosselli, Young 10 | Punti      | 23 Gentile 21 Langford 12 Bremer, Fōtsīs |
| Clark, Rosselli 4                               | Assist     | 4 Green                                  |
| Bowers 13                                       | Rimbalzi   | 6 Fōtsīs, Gentile                        |
| Andrea Mazzon                                   | Allenatori | Sergio Scariolo                          |

| Arbitri: | Chiari (Ponzano Veneto) Lo Guzzo (Pisa) Caiazza (Arzano) |

|                                  |            |                             |
| Gentile 15 Radošević 14 Green 13 | Punti      | 23 Perić 22 Chase 13 Vitali |
| Green 8                          | Assist     | 3 Johnson, Vitali           |
| Green 8                          | Rimbalzi   | 12 Stipanović               |
| Sergio Scariolo                  | Allenatori | Luigi Gresta                |

| Arbitri: | Mattioli (Pesaro) Vicino (Argelato) Calbucci (Pomezia) |

|                                      |            |                                   |
| Mpourousīs 16 Langford 16 Gentile 16 | Punti      | 21 Burns 20 Cinciarini 13 Amoroso |
| Green 8                              | Assist     | 5 Di Bella                        |
| Mpourousīs 7                         | Rimbalzi   | 10 Burns                          |
| Sergio Scariolo                      | Allenatori | Charlie Recalcati                 |

| Arbitri: | Filippini (San Lazzaro di Savena) Sardella (Rimini) Aronne (Viterbo) |

|                                     |            |                                     |
| D. Diener 23 T. Diener 21 Easley 21 | Punti      | 26 Langford 18 Gentile 11 Radošević |
| T. Diener 5                         | Assist     | 6 Green                             |
| D. Diener, T. Diener, Easley 6      | Rimbalzi   | 8 Fōtsīs                            |
| Meo Sacchetti                       | Allenatori | Sergio Scariolo                     |

| Arbitri: | Cerebuch (Trieste) Mazzoni (Grosseto) Pozzana (Udine) |

|                                             |            |                                      |
| Gentile 14 Mpourousīs 13 Hairston, Melli 12 | Punti      | 17 Cavaliero 16 Crosariol 15 Barbour |
| Bremer 4                                    | Assist     | 5 Barbour                            |
| Mpourousīs 12                               | Rimbalzi   | 6 Crosariol                          |
| Sergio Scariolo                             | Allenatori | Zare Markovski                       |

| Arbitri: | Sabetta (Termoli) Sardella (Rimini) Terreni (Vicenza) |

|                              |            |                                |
| Dunston 20 Banks 17 Green 17 | Punti      | 28 Langford 13 Bremer 10 Green |
| Green 7                      | Assist     | 3 Langford                     |
| Dunston 9                    | Rimbalzi   | 8 Melli, Mpourousīs            |
| Frank Vitucci                | Allenatori | Sergio Scariolo                |

| Arbitri: | Lanzarini (Bologna) Bettini (Bologna) Caiazza (Arzano) |

|                                   |            |                                         |
| Hairston 13 Melli 13 Radošević 11 | Punti      | 14 Jurak 11 Renzi 10 Rochestie, Johnson |
| Langford 6                        | Assist     | 8 Rochestie                             |
| Green, Mensah-Bonsu 9             | Rimbalzi   | 7 Jurak                                 |
| Sergio Scariolo                   | Allenatori | Massimo Cancellieri                     |

| Arbitri: | Lamonica (Roseto degli Abruzzi) Giansanti (Roma) Bartoli (Trieste) |

|                            |            |                                 |
| Aradori 17 Tabu 14 Tyus 13 | Punti      | 25 Gentile 17 Langford 15 Green |
| Leunen 6                   | Assist     | 4 Green                         |
| Aradori 9                  | Rimbalzi   | 7 Melli                         |
| Andrea Trinchieri          | Allenatori | Sergio Scariolo                 |

| Arbitri: | Begnis (Crema) Sahin (Messina) Caiazza (Arzano) |

|                                   |            |                                     |
| Gentile 18 Melli 15 Mpourousīs 12 | Punti      | 25 Reynolds 19 Robinson 17 Viggiano |
| Gentile 10                        | Assist     | 8 Reynolds                          |
| Melli 8                           | Rimbalzi   | 7 Grant                             |
| Sergio Scariolo                   | Allenatori | Piero Bucchi                        |

#### Play-off
Tutti i turni di playoff si giocano al meglIo delle 7 partite. La squadra con il miglior piazzamento in classifica al termine della stagione regolare gioca in casa gara-1, gara-2 e le eventuali gara-5 e gara-7.
| Quarti di finale \| Squadra 1 \| Totale \| Squadra 2 \| Gara 1 \| Gara 2 \| Gara 3 \| Gara 4 \| Gara 5 \| Gara 6 \| Gara 7 \| \| ---------------- \| ------ \| ----------------- \| ------ \| ------ \| ------ \| ------ \| ------ \| ------ \| ------ \| \| 4 Olimpia Milano \| 3-4 \| Mens Sana Siena 5 \| 103-79 \| 81-79 \| 73-92 \| 69-75 \| 82-67 \| 66-72 \| 80-90 \| |        |                   |        |        |        |        |        |        |        |
| Squadra 1 | Totale | Squadra 2         | Gara 1 | Gara 2 | Gara 3 | Gara 4 | Gara 5 | Gara 6 | Gara 7 |
| 4 Olimpia Milano | 3-4    | Mens Sana Siena 5 | 103-79 | 81-79  | 73-92  | 69-75  | 82-67  | 66-72  | 80-90  |

##### Quarti di finale
| Arbitri: | Mattioli (Pesaro) Sahin (Messina) Vicino (Argelato) |

|                                      |            |                                              |
| Hairston 20 Gentile 16 Mpourousīs 14 | Punti      | 30 Christmas 13 Brown 9 Hackett              |
| Green 9                              | Assist     | 2 Brown, Christmas, Kangur, Moss, Sanik'idze |
| P. Mensah-Bonsu, Mpourousīs 8        | Rimbalzi   | 6 Eze                                        |
| Sergio Scariolo                      | Allenatori | Luca Banchi                                  |

| Arbitri: | Chiari (Ponzano Veneto) Aronne (Viterbo) Quacci (Albuzzano) |

|                                  |            |                             |
| Gentile 18 Hairston 14 Bremer 14 | Punti      | 18 Brown 18 Ress 18 Hackett |
| Bremer 5                         | Assist     | 4 Hackett                   |
| Mensah-Bonsu 9                   | Rimbalzi   | 7 Hackett                   |
| Sergio Scariolo                  | Allenatori | Luca Banchi                 |

| Arbitri: | Taurino (Vignola) Giansanti (Roma) Mazzoni (Grosseto) |

|                             |            |                                 |
| Moss 26 Brown 20 Hackett 20 | Punti      | 18 Hairston 17 Gentile 11 Melli |
| Hackett 11                  | Assist     | 5 Bremer                        |
| Sanik'idze 5                | Rimbalzi   | 4 Hairston, Melli               |
| Luca Banchi                 | Allenatori | Sergio Scariolo                 |

| Arbitri: | Cicoria (Milano) Weidmann (Campobasso) Sardella (Rimini) |

|                               |            |                                                |
| Brown 17 Eze 14 Carraretto 14 | Punti      | 21 Langford 9 Mensah-Bonsu 8 Gentile, Hairston |
| Hackett 5                     | Assist     | 3 Melli                                        |
| 12 Eze                        | Rimbalzi   | 13 Mensah-Bonsu                                |
| Luca Banchi                   | Allenatori | Sergio Scariolo                                |

| Arbitri: | Lamonica (Roseto degli Abruzzi) Chiari (Ponzano Veneto) Bettini (Bologna) |

|                                              |            |                                  |
| Mpourousīs 18 Hairston 17 Bremer, Gentile 15 | Punti      | 12 Sanik'idze 10 Hackett 8 Brown |
| Gentile, Hairston, Langford 3                | Assist     | 3 Hackett, Rašić                 |
| Mpourousīs 12                                | Rimbalzi   | 10 Sanik'idze                    |
| Sergio Scariolo                              | Allenatori | Luca Banchi                      |

| Arbitri: | Paternicò (Piazza Armerina) Martolini (Roma) Aronne (Viterbo) |

|                                   |            |                                         |
| Hackett 18 Brown 15 Carraretto 13 | Punti      | 18 Gentile 16 Mpourousīs 11 Hairston    |
| Hackett 5                         | Assist     | 2 Bremer, Fōtsīs, Hairston, Mpourousīs, |
| Eze 8                             | Rimbalzi   | 7 Mpourousīs                            |
| Luca Banchi                       | Allenatori | Sergio Scariolo                         |

| Arbitri: | Cicoria (Milano) Begnis (Crema) Sardella (Rimini) |

|                                   |            |                                   |
| Langford 18 Bremer 17 Hairston 10 | Punti      | 25 Hackett 17 Brown 17 Sanik'idze |
| Green 3                           | Assist     | 6 Hackett                         |
| Mensah-Bonsu, Mpourousīs 6        | Rimbalzi   | 6 Sanik'idze                      |
| Sergio Scariolo                   | Allenatori | Luca Banchi                       |

### Eurolega

#### Regular Season
|    | Classifica Gruppo C | P.ti | G  | V | P | PF  | PS  | DP   |
| -- | ------------------- | ---- | -- | - | - | --- | --- | ---- |
| 1. | Žalgiris Kaunas     | 16   | 10 | 8 | 2 | 804 | 693 | +111 |
| 2. | Olympiakos          | 16   | 10 | 8 | 2 | 788 | 737 | +51  |
| 3. | Anadolu Efes        | 10   | 10 | 5 | 5 | 738 | 740 | -2   |
| 4. | Saski Baskonia      | 8    | 10 | 4 | 6 | 749 | 778 | -29  |
| 5. | Olimpia Milano      | 6    | 10 | 3 | 7 | 760 | 767 | -7   |
| 6. | Cedevita Junior     | 4    | 10 | 2 | 8 | 725 | 849 | -124 |

| ZAL     | OLY   | EFE   | BAS   | MIL   | CED   |
| ------- | ----- | ----- | ----- | ----- | ----- |
|         | 63-77 | 71-53 | 82-45 | 92-87 | 90-62 |
| 61-79   |       | 75-53 | 85-81 | 82-81 | 79-77 |
| 64-77   | 98-72 |       | 76-91 | 77-71 | 85-66 |
| 71-77   | 72-89 | 64-76 |       | 64-62 | 97-70 |
| 65-67   | 71-84 | 80-75 | 85-95 |       | 75-60 |
| 108-106 | 62-84 | 73-81 | 76-69 | 71-83 |       |

| Arbitri: | Juan Carlos Arteaga Fernando Rocha Spiros Gkontas |

|                                       |            |                                |
| Mpourousīs 23 Langford 16 Hairston 10 | Punti      | 19 Farmar 12 Savanović 10 Kuqo |
| Hairston 8                            | Assist     | 4 Gordon                       |
| Mpourousīs 7                          | Rimbalzi   | 7 Savanović                    |
| Sergio Scariolo                       | Allenatori | Oktay Mahmuti                  |

| Arbitri: | José Martín Nicolas Maestre Borys Šulga |

|                                       |            |                               |
| Gelabale 20 Wright 14 Andrić, Šuput 8 | Punti      | 17 Langford 15 Cook 13 Fōtsīs |
| Green 5                               | Assist     | 6 Cook                        |
| Gelabale 8                            | Rimbalzi   | 8 Fōtsīs, Mpourousīs          |
| Božidar Maljković                     | Allenatori | Sergio Scariolo               |

| Arbitri: | Carl Jungebrand Matej Boltauzer Emin Moğulkoç |

|                                       |            |                                              |
| Mpourousīs 22 Hairston 19 Langford 13 | Punti      | 20 Bjelica 18 San Emeterio 12 Lampe, Nocioni |
| Cook 5                                | Assist     | 6 San Emeterio                               |
| Mpourousīs 11                         | Rimbalzi   | 9 Bjelica                                    |
| Sergio Scariolo                       | Allenatori | Duško Ivanović                               |

| Arbitri: | Saša Pukl Jakub Zamojski Petri Mäntylä |

|                                      |            |                                            |
| Lafayette 17 Jaaber 11 Lavrinovič 10 | Punti      | 24 Langford 21 Hairston 11 Fōtsīs, Gentile |
| Jaaber 4                             | Assist     | 9 Cook                                     |
| Jaaber, Jankūnas 5                   | Rimbalzi   | 4 Cook, Fōtsīs                             |
| Joan Plaza                           | Allenatori | Sergio Scariolo                            |

| Arbitri: | José Ramón García Ortiz Milivoje Jovčić Miguel Pérez Pérez |

|                                       |            |                                            |
| Langford 17 Mpourousīs 16 Hairston 15 | Punti      | 23 Spanoulīs 17 Papanikolaou 13 Mauroeidīs |
| Cook 5                                | Assist     | 9 Spanoulīs                                |
| Mpourousīs 9                          | Rimbalzi   | 7 Mauroeidīs                               |
| Sergio Scariolo                       | Allenatori | Giōrgos Mpartzōkas                         |

| Arbitri: | Sreten Radović Eddie Viator Milija Vojinović |

|                               |            |                                  |
| Vujačić 29 Gönlüm10 Gordon 10 | Punti      | 15 Langford 14 Hairston 10 Melli |
| Farmar, Gordon 5              | Assist     | 6 Langford                       |
| Gönlüm 12                     | Rimbalzi   | 6 Fōtsīs                         |
| Oktay Mahmuti                 | Allenatori | Sergio Scariolo                  |

| Arbitri: | Christos Christodoulou Apostolos Kalpakas Erşan Kartal |

|                                     |            |                           |
| Fōtsīs 15 Mpourousīs 11 Langford 11 | Punti      | 15 Bilan 9 Wright 9 Šuput |
| Cook 6                              | Assist     | 4 Ilievski                |
| Mpourousīs 12                       | Rimbalzi   | 9 Bilan                   |
| Sergio Scariolo                     | Allenatori | Jakša Vulić               |

| Arbitri: | Saša Pukl Oļegs Latiševs Sérgio Silva |

|                                     |            |                                   |
| San Emeterio 17 Lampe 14 Heurtel 11 | Punti      | 16 Langford 14 Cook 11 Mpourousīs |
| Heurtel 5                           | Assist     | 4 Langford                        |
| Lampe 12                            | Rimbalzi   | 10 Mpourousīs                     |
| Žan Tabak                           | Allenatori | Sergio Scariolo                   |

| Arbitri: | Ilija Belošević Dani Hierrezuelo Rüştü Nuran |

|                                     |            |                                  |
| Langford 20 Mpourousīs 13 Fōtsīs 10 | Punti      | 16 Jankūnas 14 Darden 14 Popović |
| Cook, Langford 4                    | Assist     | 4 Jaaber                         |
| Fōtsīs, Langford 5                  | Rimbalzi   | 8 Darden, Lavrinovič             |
| Sergio Scariolo                     | Allenatori | Joan Plaza                       |

| Arbitri: | Borys Ryžyk Robert Lottermoser Marcin Kowalski |

|                              |            |                                      |
| Spanoulīs 18 Hines 16 Law 14 | Punti      | 21 Langford 13 Mpourousīs 13 Gentile |
| Law 5                        | Assist     | 3 Cook, Mpourousīs, Stipčević        |
| Hines 7                      | Rimbalzi   | 12 Mpourousīs                        |
| Giōrgos Mpartzōkas           | Allenatori | Sergio Scariolo                      |

### Coppa Italia
|   | Squadra        | Risultato |
| - | -------------- | --------- |
| 1 | Pall. Varese   | 92        |
| 8 | Olimpia Milano | 74        |

| Arbitri: | Cicoria (Milano) Chiari (Ponzano Veneto) Filippini (San Lazzaro di Savena) |

| |            | |
| Green 23 Ere 17 Polonara 16 | Punti      | 23 Langford 13 Hairston 12 Mpourousīs |
| Green 10 | Assist     | 5 Green |
| Green 8 | Rimbalzi   | 7 Mpourousīs |
| 6 Banks· 10 Green· 25 Ere· 33 Polonara· 42 Dunston 5 Šakota· 7 Rush· 8 Talts· 9 De Nicolao· 14 Balanzoni· 16 Bertoglio· 19 Cerella | Formazioni | 7 Hairston· 9 Fōtsīs· 23 Langford· 30 Green· 43 Radošević 5 Giachetti· 13 Chiotti· 15 Mpourousīs· 18 Melli· 22 Bremer· 25 Gentile· 55 Basile |
| Frank Vitucci | Allenatori | Sergio Scariolo |

## Statistiche

### Statistiche di squadra
| Competizione   | Punti | In casa | In casa | In casa | In casa | In casa | In trasferta | In trasferta | In trasferta | In trasferta | In trasferta | Totale | Totale | Totale | Totale | Totale | Totale |
| Competizione   | Punti | G       | V       | P       | PF      | PS      | G            | V            | P            | PF           | PS           | G      | V      | P      | PF     | PS     | DIF    |
| -------------- | ----- | ------- | ------- | ------- | ------- | ------- | ------------ | ------------ | ------------ | ------------ | ------------ | ------ | ------ | ------ | ------ | ------ | ------ |
| Serie A        | 38    | 15      | 8       | 7       | 1.275   | 1.169   | 15           | 11           | 4            | 1.166        | 1.135        | 30     | 19     | 11     | 2.441  | 2.304  | +137   |
| Play-off       | -     | 4       | 3       | 1       | 346     | 315     | 3            | 0            | 3            | 208          | 239          | 7      | 3      | 4      | 554    | 554    | 0      |
| Totale Serie A | -     | 19      | 11      | 8       | 1.621   | 1.484   | 18           | 11           | 7            | 1.374        | 1.374        | 37     | 21     | 15     | 2.995  | 2.858  | 2.858  |
| Eurolega       | 6     | 5       | 2       | 3       | 376     | 381     | 5            | 1            | 4            | 384          | 386          | 10     | 3      | 7      | 760    | 767    | -7     |
| Coppa Italia   | -     | -       | -       | -       | -       | -       | -            | -            | -            | -            | -            | 1      | 0      | 1      | 74     | 92     | -18    |
| Totale         | 44    | 24      | 13      | 11      | 1.997   | 1.865   | 23           | 12           | 11           | 1.758        | 1760         | 48     | 25     | 23     | 3.829  | 3.717  | +112   |

### Statistiche dei giocatori
In corsivo i giocatori ceduti a stagione in corso
| Giocatore       | Serie A | Serie A | Serie A | Serie A | Eurolega | Eurolega | Eurolega | Eurolega | Coppa Italia | Coppa Italia | Coppa Italia | Coppa Italia | Totale | Totale | Totale | Totale |
| Giocatore       | PG      | PTI     | AST     | RIM     | PG       | PTI      | AST      | RIM      | PG           | PTI          | AST          | RIM          | PG     | PTI    | AST    | RIM    |
| --------------- | ------- | ------- | ------- | ------- | -------- | -------- | -------- | -------- | ------------ | ------------ | ------------ | ------------ | ------ | ------ | ------ | ------ |
| G. Basile       | 29      | 102     | 27      | 38      | 9        | 30       | 6        | 5        | 1            | 0            | 0            | 1            | 39     | 132    | 33     | 44     |
| I. Mpourousīs   | 34      | 390     | 36      | 230     | 9        | 126      | 10       | 75       | 1            | 12           | 1            | 7            | 44     | 528    | 47     | 312    |
| J.R. Bremer     | 26      | 173     | 62      | 48      | -        | -        | -        | -        | 1            | 2            | 2            | 1            | 27     | 175    | 64     | 49     |
| D. Chiotti      | 18      | 63      | 4       | 38      | 8        | 11       | 1        | 12       | 1            | 3            | 0            | 4            | 27     | 77     | 5      | 54     |
| O. Cook         | 11      | 75      | 45      | 29      | 10       | 73       | 50       | 17       | -            | -            | -            | -            | 21     | 148    | 95     | 46     |
| F. De Bettin    | 0       | 0       | 0       | 0       | -        | -        | -        | -        | 0            | 0            | 0            | 0            | 0      | 0      | 0      | 0      |
| A. Fōtsīs       | 37      | 245     | 31      | 161     | 10       | 75       | 10       | 42       | 1            | 2            | 0            | 5            | 48     | 322    | 41     | 208    |
| A. Gentile      | 31      | 370     | 66      | 108     | 8        | 50       | 7        | 11       | 1            | 3            | 0            | 1            | 40     | 423    | 73     | 120    |
| J. Giachetti    | 12      | 26      | 8       | 4       | 2        | 0        | 0        | 0        | 0            | 0            | 0            | 0            | 14     | 26     | 8      | 4      |
| P. Gorla        | 1       | 0       | 0       | 0       | -        | -        | -        | -        | 0            | 0            | 0            | 0            | 1      | 0      | 0      | 0      |
| M. Green        | 24      | 174     | 104     | 64      | -        | -        | -        | -        | 1            | 8            | 5            | 4            | 25     | 182    | 109    | 68     |
| M. Hairston     | 34      | 428     | 63      | 101     | 10       | 114      | 18       | 22       | 1            | 13           | 1            | 2            | 45     | 555    | 82     | 125    |
| R. Hendrix      | 11      | 63      | 4       | 50      | 10       | 37       | 1        | 30       | -            | -            | -            | -            | 21     | 100    | 5      | 80     |
| K. Langford     | 29      | 430     | 56      | 90      | 10       | 170      | 29       | 29       | 1            | 23           | 1            | 3            | 40     | 623    | 86     | 122    |
| S. Leontini     | 0       | 0       | 0       | 0       | -        | -        | -        | -        | 0            | 0            | 0            | 0            | 0      | 0      | 0      | 0      |
| N. Melli        | 37      | 213     | 28      | 151     | 10       | 46       | 10       | 30       | 1            | 0            | 0            | 1            | 48     | 259    | 38     | 182    |
| P. Mensah-Bonsu | 9       | 72      | 5       | 63      | -        | -        | -        | -        | -            | -            | -            | -            | 9      | 72     | 5      | 63     |
| A. Merlati      | 1       | 20      | 0       | 0       | -        | -        | -        | -        | 0            | 0            | 0            | 0            | 1      | 20     | 0      | 0      |
| A. Navarini     | 0       | 0       | 0       | 0       | -        | -        | -        | -        | 0            | 0            | 0            | 0            | 0      | 0      | 0      | 0      |
| A. Picarelli    | 0       | 0       | 0       | 0       | -        | -        | -        | -        | 0            | 0            | 0            | 0            | 0      | 0      | 0      | 0      |
| D. Piva         | 1       | 2       | 0       | 1       | -        | -        | -        | -        | 0            | 0            | 0            | 0            | 1      | 2      | 0      | 1      |
| L. Radošević    | 18      | 94      | 6       | 41      | -        | -        | -        | -        | 1            | 8            | 0            | 2            | 19     | 102    | 6      | 43     |
| L. Rastelli     | 0       | 0       | 0       | 0       | -        | -        | -        | -        | 0            | 0            | 0            | 0            | 0      | 0      | 0      | 0      |
| R. Riva         | 0       | 0       | 0       | 0       | -        | -        | -        | -        | 0            | 0            | 0            | 0            | 0      | 0      | 0      | 0      |
| R. Stipčević    | 12      | 73      | 5       | 13      | 9        | 28       | 7        | 11       | -            | -            | -            | -            | 21     | 101    | 12     | 24     |